# 小和山高教园区
小和山高教园区是杭州市的一个高教园区，位于西湖区留下街道，成立于2001年。入驻有浙江工业大学（屏峰校区）、浙江科技大学（小和山校区）、浙江外国语学院（小和山校区）、浙江长征职业技术学院、浙江特殊教育职业学院（2014年成立）这五所高校。中学杭州外国语学校在此建有主校区（2003年迁入）。小和山是留下镇的一座山，建有森林公园，屏峰社区、小和山社区属于留下街道。园区位于杭州绕城高速公路留下枢纽西南侧。西溪国家湿地公园和杭州汽车西站在高教园区以东偏北方，国铁杭州西站在高教园区以北偏西方。

## 交通
到达园区的地铁线路有：
- 3号线：屏峰站、小和山站

到达园区的公交车有：
- 136路：留下南—金莲桥
- 193路：包括193区间，黄龙公交站—里山桥
- 213路：夜班车，武林小广场—里山桥
- B支7路：快速公交，环北新村—小和山公交站(石马村)
- B支7D：浙江工业大学（朝晖老校区）—小和山公交站 （页面存档备份，存于）
- 310路：骆家庄南—小和山公交站[2]
- 381路：汽车西站—西溪医院西
- 596路：富阳—杭州汽车西站
- 853路：汽车西站—金莲桥[3]

## 配套设施
杭州市西溪医院（杭州市第六人民医院），2012年6月启用。